# Taksan
Taksani so skupina zdravil proti raku, ki so jih sprva izolirali iz kanadske tise. Kasneje so jih začeli pridobivati polsintezno. Imajo zapleteno diterpensko strukturo.
Glavni predstavniki so:
- paklitaksel
- docetaksel
- larotaksel
- ortataksel

Osnovni mehanizem delovanja taksanskih protitumornih učinkovin je preprečevanje depolimerizacije mikrotubulov (za razliko od alkaloidov vinka, ki preprečijo polimerizacijo mikrotubulov). Posledično v celici ne more nastati delitveno vreteno, celica se ne more deliti. Molekule taksanov se vežejo na tubulin, poglavitno beljakovino v mikrotubulih, in ga stabilizirajo. 
Eden glavnih neželenih učinkov taksanov je zaviranje kostnega mozga. Taksani so tudi teratogeni.